# Takikawa
Takikawa (滝川市, Takikawa-shi) est une ville située dans la sous-préfecture de Sorachi, à Hokkaidō, au Japon.

## Géographie

### Situation
Takikawa est située dans la zone centrale de Hokkaidō, au sud-ouest de la ville d'Asahikawa.

### Démographie
En mars 2023, la population s'élève à 37 689 habitants pour une superficie de 115,90 km2.

### Climat
Takikawa a un climat continental qui provoque une grande différence de température entre l'été et l'hiver. La température moyenne à Takikawa est d'environ 19 °C en été et de −5,9 °C en hiver.

### Hydrographie
La ville est bordée par le fleuve Ishikari à l'ouest et la rivière Sorachi au sud-est.

## Histoire
Le village de Takikawa est fondé en 1890. Il acquiert le statut de ville en 1958[réf. souhaitée].

## Transports
Takikawa est desservie par les lignes Hakodate et Nemuro de la JR Hokkaido. La gare de Takikawa est la principale gare de la ville.

## Jumelages
- Springfield (États-Unis)
- Tochigi (Japon)
- Nago (Japon)

## Personnalités liées à la municipalité
- Amamiya Karin (née en 1975), écrivaine et militante japonaise
- Miki Fujimoto (née en 1985), actrice